# George Tobias
Pour les articles homonymes, voir Tobias.
George Tobias est un acteur et compositeur américain né le 14 juillet 1901 à New York, État de New York (États-Unis), mort le 27 février 1980 à Los Angeles (Californie).
Il est surtout connu pour avoir joué le rôle d'Albert Kravitz, le mari de Charlotte, la voisine écornifleuse, dans la série télévisée américaine Ma sorcière bien-aimée.

## Filmographie

### Comme acteur
- 1927 : The Lunatic
- 1939 : Yes, My Darling Daughter : Dock Worker
- 1939 : Maisie d'Edwin L. Marin : Rico
- 1939 : They All Come Out : Sloppy Joe
- 1939 : Ninotchka : Russian Visa Official
- 1939 : Balalaïka : Slaski (bartender)
- 1939 : Quasimodo (The Hunchback of Notre Dame) : Beggar
- 1939 : Le Printemps de la vie (Yes, My Darling Daughter) de William Keighley
- 1940 : Musique dans mon cœur (Music in my heart) : Sascha Bolitov
- 1940 : Saturday's Children : Herbert 'Herbie' Smith
- 1940 : Torrid Zone : Rosario 'Rosie' La Mata
- 1940 : The Man Who Talked Too Much : Slug McNutt
- 1940 : Une femme dangereuse (They Drive by Night) de Raoul Walsh : George Rondolos
- 1940 : River's End : Andy Dijon
- 1940 : Calling All Husbands : Oscar 'Panhandle' Armstrong
- 1940 : Ville conquise (City for Conquest) : Pinky
- 1940 : Tête chaude (East of the River) de Alfred E. Green : Tony Scaduto
- 1940 : South of Suez : Eli Snedeker
- 1941 : La Blonde framboise (The Strawberry Blonde) : Nicholas Pappalas
- 1941 : Ma femme se marie demain (Affectionately Yours) de Lloyd Bacon : Pasha
- 1941 : Out of the Fog : Igor Propotkin
- 1941 : Sergent York (Sergeant York) : 'Pusher' Ross
- 1941 : Fiancée contre remboursement (The Bride Came C.O.D.) de William Keighley : Peewee Defoe
- 1941 : The Tanks Are Coming : Malowski
- 1941 : You're in the Army Now
- 1942 : Les Chevaliers du ciel (Captains of the Clouds) : Blimp Lebec (bush pilot)
- 1942 : La Glorieuse Parade (Yankee Doodle Dandy) : Dietz
- 1942 : Juke Girl : Nick Garcos, the Greek
- 1942 : Wings for the Eagle : Jake Hanso
- 1942 : Ma sœur est capricieuse (My Sister Eileen) : Appopolous
- 1943 : Air Force de Howard Hawks : Assistant Crew Chief Weinberg
- 1943 : Mission à Moscou (Mission to Moscow) : Freddie
- 1943 : This Is the Army : Maxie Twardofsky
- 1943 : Remerciez votre bonne étoile (Thank your lucky stars) de David Butler : Lui-même
- 1944 : Passage pour Marseille (Passage to Marseille) : Petit
- 1944 : Between Two Worlds : Pete Musick
- 1944 : Make Your Own Bed : Boris Fenilise
- 1945 : Aventures en Birmanie (Objective, Burma!) de Raoul Walsh : Cpl. Gabby Gordon
- 1945 : Le Roman de Mildred Pierce (Mildred Pierce) : Mr. Chris
- 1946 : Her Kind of Man : Joe Marino
- 1946 : Meurtre au port (Nobody Lives Forever) de Jean Negulesco : Al Doyle
- 1946 : Gallant Bess : Lug Johnson
- 1947 : Sinbad le marin (Sinbad the Sailor) : Abbu
- 1947 : My Wild Irish Rose : Nick Popolis
- 1948 : Le Règne de la terreur (Adventures of Casanova) : Jacopo
- 1949 : Nous avons gagné ce soir (The Set-Up) : Tiny
- 1949 : The Judge Steps Out : Mike
- 1949 : Si ma moitié savait ça (Everybody Does It) : Rossi
- 1950 : Southside 1-1000 : Reggie
- 1951 : L'Attaque de la malle-poste (Rawhide) d'Henry Hathaway : Gratz
- 1951 : Le Signe des renégats (Mark of the Renegade) : Captain Bardoso
- 1951 : Dix de la légion (Ten Tall Men) de Willis Goldbeck : Londos
- 1951 : L'aigle rouge de Bagdad (The Magic Carpet) : Razi
- 1952 : Desert Pursuit (en) : Ghazili
- 1953 : Romance inachevée (The Glenn Miller Story) : Si Schribman
- 1955 : Mes sept petits chenapans (The Seven Little Foys) : Barney Green
- 1957 : La Robe déchirée (The Tattered Dress) de Jack Arnold : Billy Giles
- 1957 : La Belle de Moscou (Silk Stockings) : Vassili Markovitch, Commisar of Art
- 1958 : Marjorie Morningstar d'Irving Rapper : Maxwell Greech
- 1959 : Hudson's Bay (série TV) : Pierre Falcone (unknown episodes)
- 1959 : Aventures dans les îles ("Adventures in Paradise") (série TV) : Trader Penrose (unknown episodes, 1959-1961)
- 1963 : La Fille à la casquette (A New Kind of Love) : Joe Bergner
- 1964 : Ma sorcière bien-aimée (Bewitched) (TV) : Abner (Albert dans la VF) Kravitz
- 1964 : La Patrouille de la violence : Diggs
- 1965 : Nightmare in the Sun : Gideon
- 1966 : La blonde défie le FBI (The Glass Bottom Boat) : Norman Fenimore
- 1970 : The Phynx (en) : Markevitch